# Hopmonkey
Hopmonkey is een Belgisch bier dat sinds 2016 wordt gebrouwen te Dendermonde. Het wordt op de markt gebracht door Fris en Monter, dat in 2020 Brouwerij Steeman overnam.
Het bier is in 2016 ontwikkeld door David Steenman, die Brouwerij Steeman oprichtte om het bier op de markt te brengen. In april 2020 besloot amateurbrouwer Steenman om de productie stop te zetten. Een groep bierliefhebbers nam het bier over en hervatte als brouwerij Fris en Monter in het najaar van 2020 de productie.
Hopmonkey is voornamelijk in en rond Dendermonde verkrijgbaar.

## Het bier
Hopmonkey is een fris hoppig blond bier van hoge gisting dat gebrouwen wordt met 3 verschillende hopsoorten. Hoewel het bier moeilijk is te passen in een bierstijl komt session IPA het dichtste in de buurt. Het heeft de hoppigheid, bitterheid en volheid van een India Pale Ale maar met een alcoholpercentage van 5,5%.